# مياه الصرف الصحي الفائضة

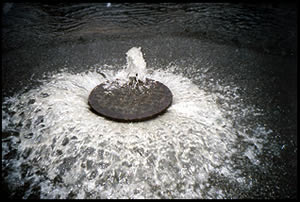

مياه الصرف الصحي الفائضة هي حالة تُصرف فيها مياه الصرف الصحي غير المعالجة من مجاري الصرف الصحي إلى البيئة قبل الوصول إلى مرافق معالجة مياه الصرف الصحي. عندما يحدث هذا بسبب الأمطار، يُعرف أيضًا باسم الفائض في الطقس الرطب. وهو مفيد بشكل أساسي في البلدان المتقدمة، التي لديها مرافق معالجة واسعة النطاق. تشمل الأسباب المتكررة لانتشار مياه الصرف الصحي الفائضة ما يلي:
- انسداد خطوط الصرف الصحي.
- تسرب/تدفق تصريف مياه الأمطار الزائد إلى خطوط الصرف الصحي أثناء الأمطار الغزيرة.
- قصور مصاعد محطات الضخ أو انقطاع التيار الكهربائي.
- خطوط الصرف الصحي المكسورة.

يمكن أن تتسبب مياه الصرف الصحي الفائضة في أمراض الجهاز الهضمي وإغلاق الشواطئ وفرض قيود على استهلاك الأسماك والمحار.

## حجم المشكلة
تقاوم البلدان المتقدمة، مثل: الولايات المتحدة وكندا ومعظم دول أوروبا الغربية (مثل: إيطاليا وفرنسا) وأستراليا وسنغافورة وكوريا الجنوبية واليابان مشاكل الصحة العامة لتجنب مياه الصرف الصحي الفائضة. حجم المشكلة أكبر بكثير في معظم البلدان النامية.

### الولايات المتحدة
تُقدر وكالة حماية البيئة الأمريكية أن ما لا يقل عن 23,000 إلى 75,000 حادثة تتعلق بمياه الصرف الصحي الفائضة تحدث في الولايات المتحدة كل عام. قدرت وكالة حماية البيئة الأمريكية أن ترقية كل نظام معالجة وتجميع للبلديات لتقليل تكرار حوادث مياه الصرف الصحي الفائضة إلى أقل من مرة واحدة كل خمس سنوات سيكلف حوالي 88 مليار دولار اعتبارًا من عام 2004. ستكون هذه التكلفة بالإضافة إلى ما يقرب من 10 مليارات دولار اُستثمرت بالفعل. على الرغم من حجم مياه الصرف الصحي غير المعالجة التي تُصرف في البيئة أقل من 0.01 في المائة من جميع مياه الصرف الصحي المعالجة في الولايات المتحدة، فإن الحجم الإجمالي يصل إلى عدة مليارات غالون سنويًا ويمثل آلاف الحالات من أمراض الجهاز الهضمي كل عام.

### منظور عالمي
لدى البلدان الأوروبية المتقدمة واليابان نسب مشابهة أو أكبر إلى حد ما من حوادث مياه الصرف الصحي الفائضة مقارنة بالولايات المتحدة.
في البلدان النامية، لا تزال معظم مياه الصرف الصحي لا تُعالج عند تصريفها في البيئة. تصرف الصين حوالي 55 في المائة من جميع مياه الصرف الصحي دون معالجة من أي نوع، اعتبارًا من عام 2001. في بلدة شرق أوسطية متقدمة نسبيًا مثل: إيران، فإن غالبية سكان طهران لديهم مياه صرف صحي غير معالجة تمامًا تُضخ إلى المياه الجوفية في المدينة. في فنزويلا، وهي بلد أقل من المتوسط في أمريكا الجنوبية فيما يتعلق بمعالجة مياه الصرف الصحي، يُصرف 97 في المائة من مياه الصرف الصحي في البلاد إلى البيئة دون معالجة.
في العديد من البلدان، هناك الزامات لقياس مياه الصرف الصحي الفائضة والإبلاغ عنها باستخدام القياس عن بُعد في الوقت الفعلي لتحذير الجمهور والمغتسلين والعاملين في مصائد المحاريات.

## صحة الإنسان والعواقب البيئية
تشمل التأثيرات على صحة الإنسان أرقامًا كبيرة من أمراض الجهاز الهضمي كل عام، على الرغم من أن الوفاة من حادثة مياه الصرف الصحي الفائضة غير شائع. تشمل الآثار البشرية الإضافية إغلاق الشواطئ وقيود السباحة وحظر استهلاك بعض الحيوانات المائية (خاصةً الرخويات) بعد حادثة مياه الصرف الصحي الفائضة. تشمل النتائج البيئية قتل الأسماك والأضرار التي تلحق بالعوالق وغيرها من النبيتات والوحيشات المجهرية المائية. يمكن أن تؤدي زيادة العكورة وانخفاض الأكسجين المذاب في المياه المستقبلة إلى آثار بارزة تتجاوز الممراضات الواضحة للأنظمة البيئية المائية. من الممكن أن تتأثر أشكال الحياة الأعلى، مثل: الثدييات البحرية لأن بعض الفقمات وأسود البحر معروف أنها تعاني من ذروات في الضرر الممرض.